# Joseph Reichlen
Joseph Reichlen, né le 29 octobre 1846 à La Tour-de-Trême et mort le 9 août 1913 à Fribourg, est un artiste peintre, dessinateur et folkloriste fribourgeois.

## Biographie
Issu d’une famille anciennement de Schwytz ayant émigré au XVIe siècle dans le sud de l’Allemagne, son père allemand est revenu s’établir en Suisse, comme boulanger. Sa mère Marie née Wobmann est lucernoise, elle a travaillé dès l’âge de douze ans, elle est devenue veuve « de bonne heure », et s’est occupée jusqu’à sa mort du ménage de son fils Charles, aumônier de l’hospice de Marsens. Joseph Reichlen est né à La Tour-de-Trême en 1846, l’aîné de sept enfants. 
Déjà à l’âge de 16 ans, il part étudier le dessin, l’aquarelle et la lithographie à Stuttgart. À son retour, par nécessité, il enseigne le dessin à Bulle et à l’école normale d’Hauterive, il reprendra cet enseignement entre ses voyages à l’étranger. Il retourne à Stuttgart en 1872 pour y étudier l’art du portrait,.
Il publie de 1869 à 1874 une revue mensuelle intitulée Le Chamois, sa première publication consacrée aux traditions populaires.
Joseph Reichlen étudie à Paris en 1874, à l’École des Beaux-Arts. Il réside en 1879 à Rome. Il y fait des copies des grands maîtres à la pinacothèque du Vatican, suit les cours du soir à la Villa Médicis et se perfectionne dans l’art de l’aquarelle. En 1882, il retourne à Paris où il exécute le portrait de Victor Tissot.
Il revient dans le canton de Fribourg en 1884. Il publie Le Fribourg pittoresque (1885, 20 planches) et L’Album fribourgeois (1890), respectivement consacrés à des paysages du pays fribourgeois et à des portraits. 
Il enseigne au Collège Saint-Michel de 1890 jusqu’à sa mort,, où il a notamment pour élève Hiram Brülhart.

### La Gruyère illustrée

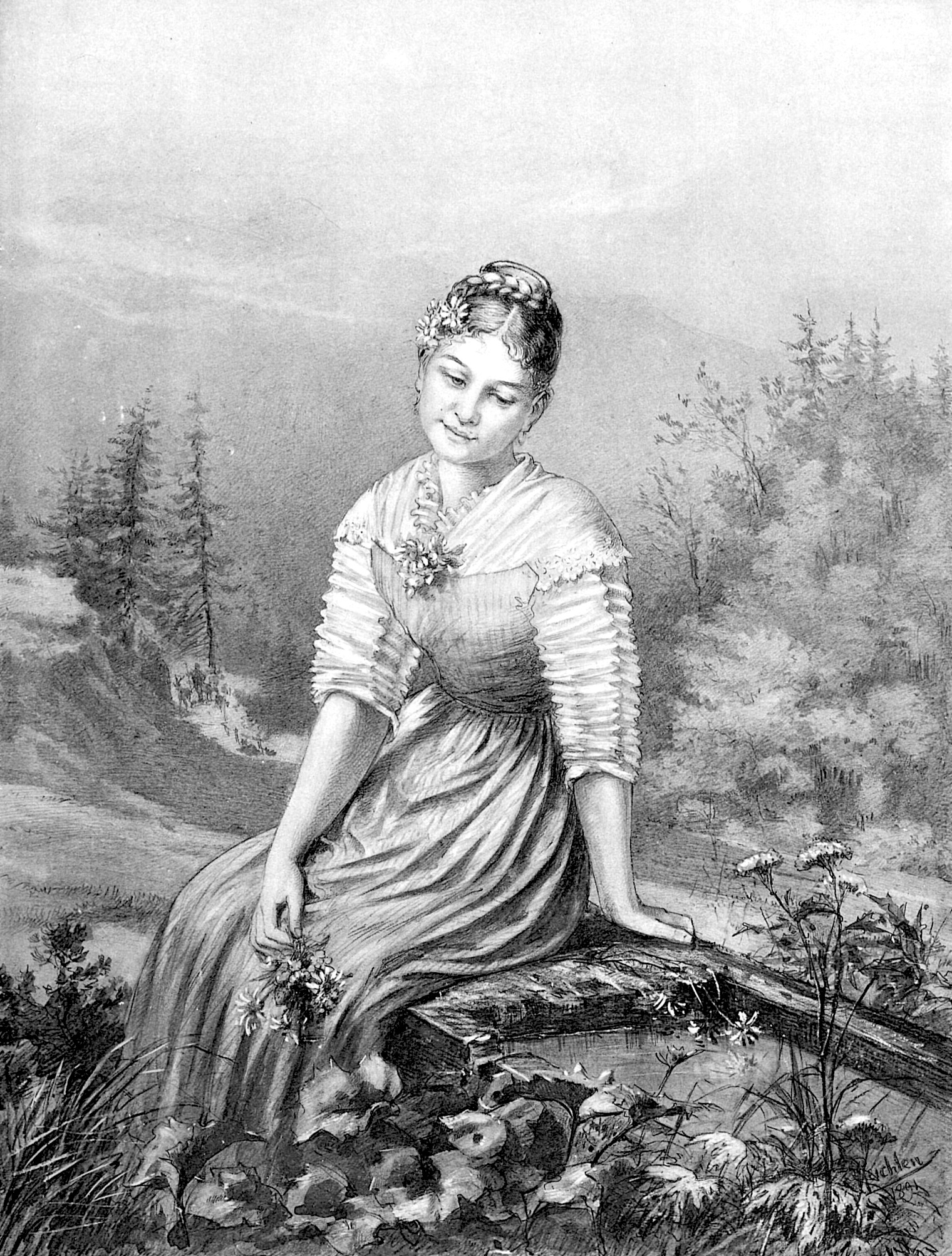
« Goton ».

Joseph Reichlen édite et illustre de 1890 à 1913 huit numéros de La Gruyère illustrée. 
Selon Auguste Schorderet : « un acte d’amour national, une contribution à l’étude du pays gruérien, c'est plus et mieux qu’un ouvrage scientifique, c'est une sauvegarde du passé qui se perd ! ». 
Le troisième numéro, en 1892, est consacré au poète et patoisant Louis Bornet (1818-1880). Une biographie signée R. Horner et une introduction au patois gruyérien sont suivies de la reproduction de seize textes ou poèmes, en patois avec leurs traductions en français. Les plus connus sont « Intyamon » (Haute-Gruyère, p. 40-45) et « Lè Tsèvrê » (Les chevriers, deux versions, p.45-50). Huit planches en fin de cahier reproduisent des lithogravures de Joseph Reichlen : un portrait de Louis Bornet et des scènes relatives en particulier au texte « Lè Tsèvrê », dont le personnage de « Goton », la bergère. 
Le huitième numéro est consacré aux poètes, dont la plupart « sont fort peu connus ». 
D'autres numéros concernent les chants, rondes et complaintes, y compris en patois, au total près de « deux cents chansons sauvées de l’oubli ».

## Famille
Joseph Reichlen a épousé Emma Wicky en juillet 1893, ils ont une fille, Marie, née en mai 1894. Emma donne naissance à une seconde fille en octobre 1895, cependant l’enfant et la mère meurent peu après,.

## Sélection d'œuvres
Joseph Reichlen, peintre, folkloriste et illustrateur, appréciait tout particulièrement le portrait et le paysage. 
- Portrait de Victor Tissot, 1883. Musée gruérien, Bulle
- Vue de la Ville de Fribourg, 1880-1889. Musée d’Art et d’Histoire, Fribourg
- Vue de Gruyères, 1896. Musée d’Art et d’Histoire, Fribourg
- Portrait de Louis de Weck-Reynold, vers 1900. Musée d’Art et d’Histoire, Fribourg

## Collections
Une partie des œuvres de Joseph Reichlen ont été rassemblées par son neveu Joseph-Louis Reichlen qui a tenu une galerie d'art à Lausanne durant une cinquantaine d'années. Il aurait fait des dons au Musée gruérien à plusieurs reprises, dont 10 toiles de son oncle en 1965, quand la galerie lausannoise est fermée. Il donne aussi des pièces de mobilier et une partie de sa bibliothèque d'art. La veuve du galeriste, Renée née Convers, fait par la suite d’autres dons au musée : les archives du peintre, puis dix-sept peintures qui seront exposées au musée en septembre 1980, dont un autoportrait. Le Musée gruérien conserve aussi des dons de Victor Tissot et d’Henri Reichlen (frère de Joseph Reichlen).
En vue de la création d’un musée, en collaboration avec Victor Tissot, Joseph Reichlen avait collectionné des objets et costumes du patrimoine qui ont disparu « dans la débâcle du Musée industriel » (devenu le Musée des arts et métiers en 1928).

## Galerie

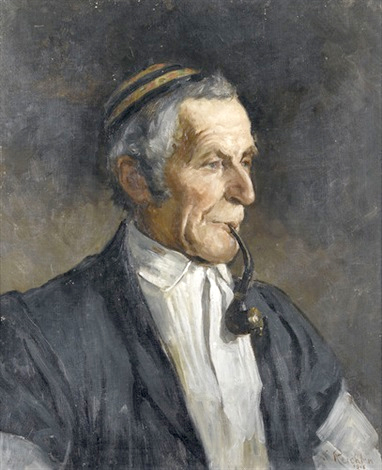
L'armailli Pipoz de Charmey
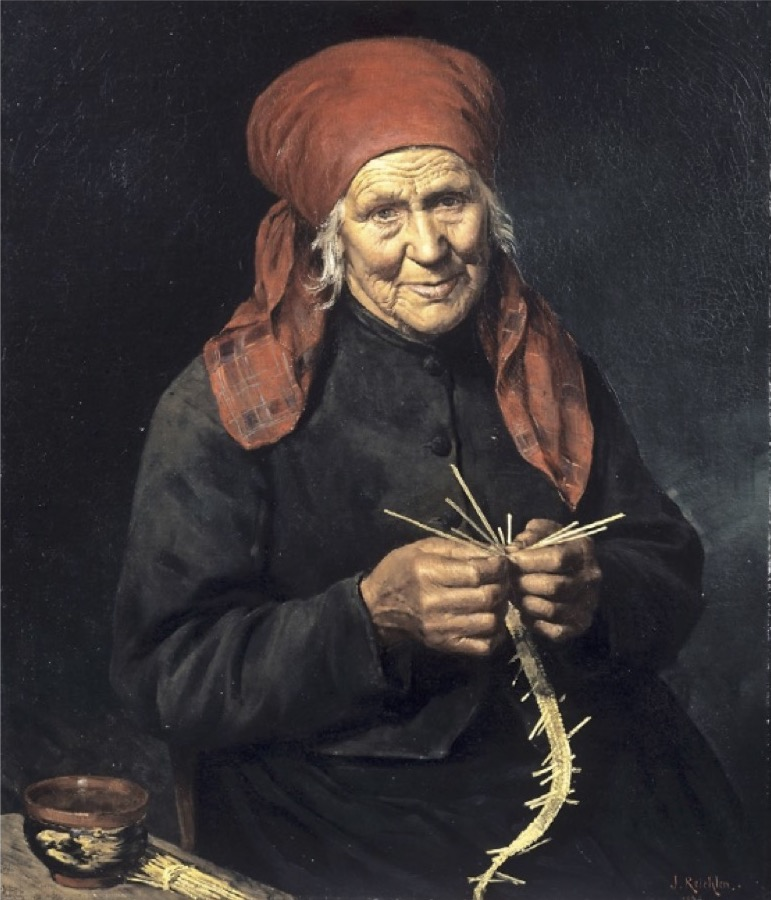
La tresseuse de paille, 1883
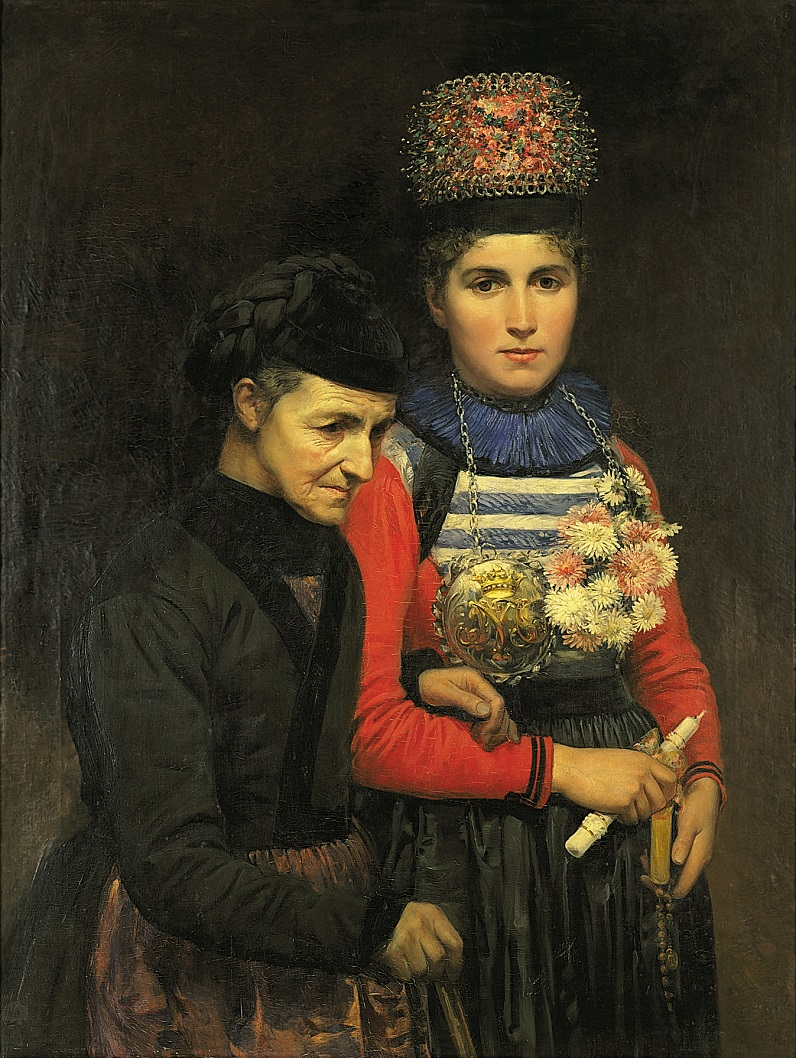
Kränzle, 1886
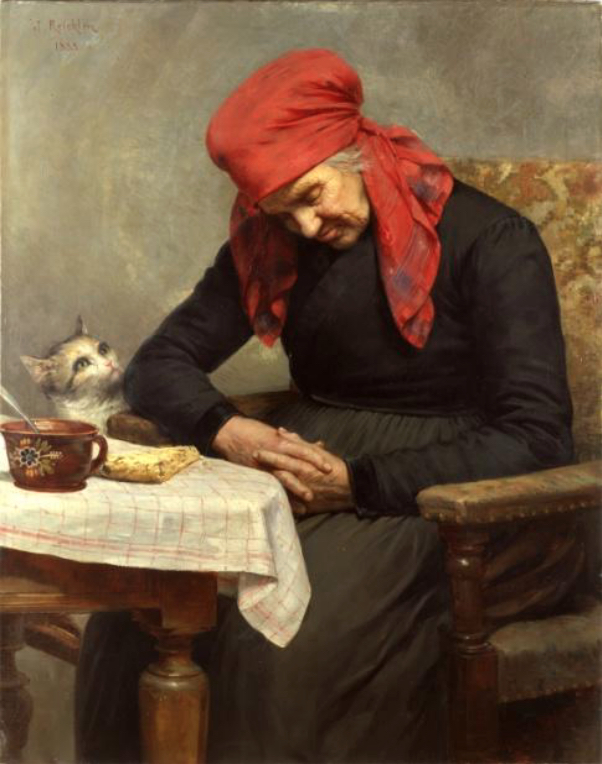
Minet aux aguets, 1888
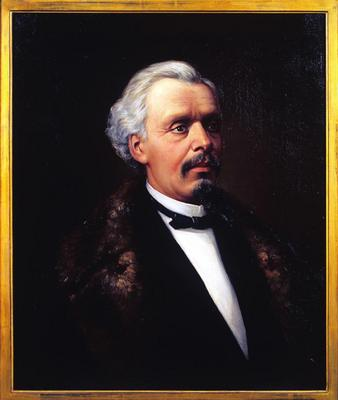
Louis de Weck, vers 1900

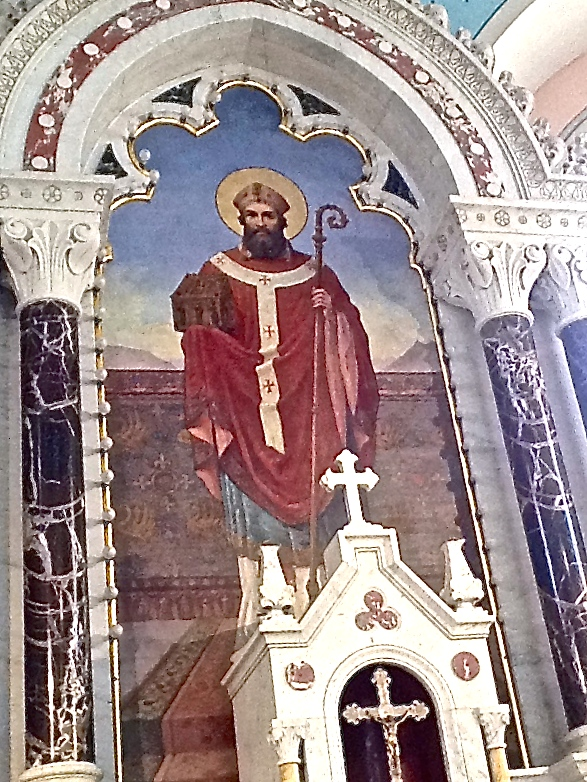
Saint-Grat à Montbovon
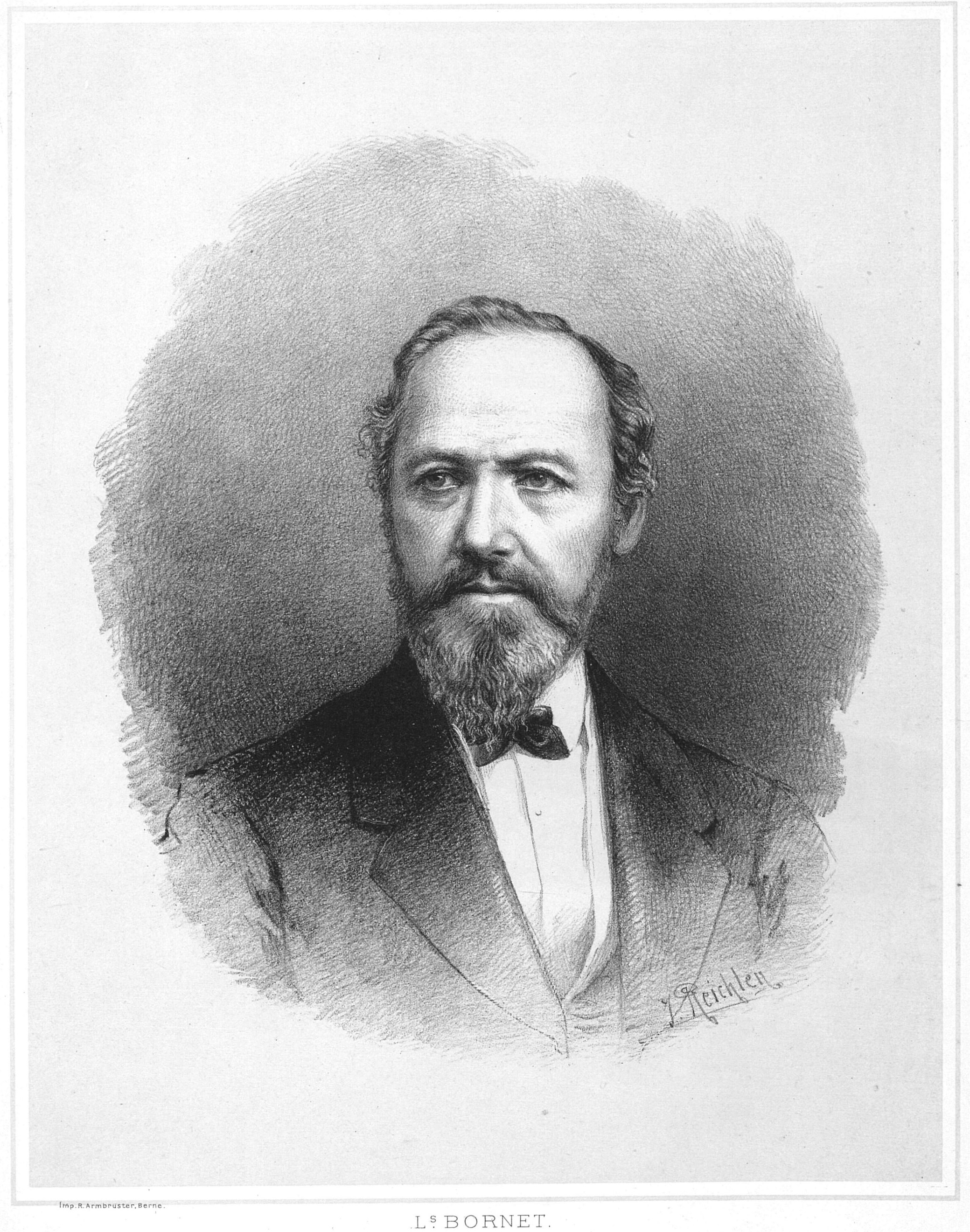
Louis Bornet, La Gruyère Illustrée, 1892
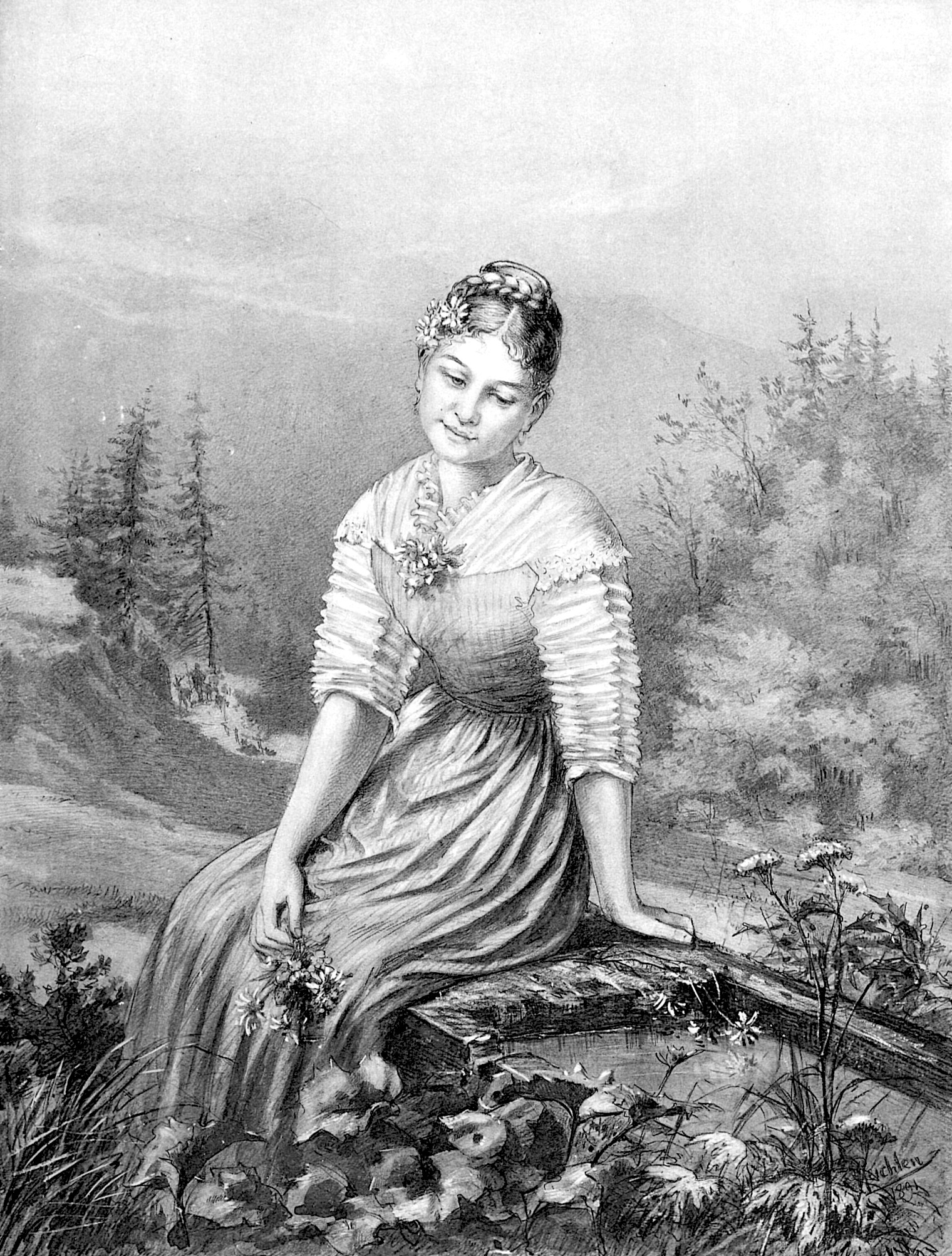
« Goton », La Gruyère Illustrée, 1892
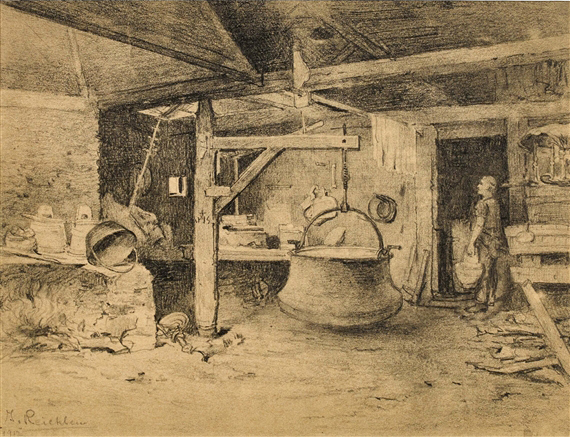
Dans la fromagerie